# Myles Frechette
Myles Robert Rene Frechette (Santiago de Chile, 25 de abril de 1936 - Rockville (Maryland), 1 de julio de 2017) fue un diplomático estadounidense. Se desempeñó como embajador en Camerún, y en Colombia, entre otros cargos diplomáticos.

## Biografía
Nacido en Santiago de Chile, hijo de madre chilena y padre estadounidense. Graduado de la Universidad de British Columbia en 1958 y con maestría de la Universidad de California en 1972.
Se incorporó al Servicio Exterior de los Estados Unidos en 1963. Fue Director para Asuntos Cubanos de los Estados Unidos, embajador estadounidense en Camerún entre 1983 y 1987, representante comercial adjunto de los Estados Unidos para América Latina, el Caribe y África de 1990 a 1993 donde participó en los procesos de libre comercio y apertura económica en Latinoamérica.
Fue además embajador en Colombia entre 1994 y 1997, cargo en el cual estuvo envuelto en polémicas como el Proceso 8000, la descertificación del gobierno colombiano en la guerra con el narcotráfico, el retiro de la visa estadounidense al entonces presidente Ernesto Samper, la reactivación de la extradición de colombianos a Estados Unidos y el asesinato de Álvaro Gómez Hurtado. Fue crítico de los gobiernos colombianos de Álvaro Uribe Vélez en su relación con el paramilitarismo y la desmovilización de las autodefensas y Juan Manuel Santos. Participó en la formulación del Plan Colombia.
Desde agosto de 2003 fue consultor en comercio y negocios y de la firma Hills & Company desde 1998 y director del Concilio Norteamericano-Peruano de Comercio desde 2000.
Falleció en Rockville, Maryland 1 de julio de 2017 a causa de cáncer.

## Obras
- Con Gerardo Reyes ‘Frechette se confiesa’. ISBN 9584247492

## En la cultura popular
- Representado en la serie Tres Caínes interpretado por Luis Eduardo Motoa.
- Llamado ‘Proncónsul’ o ‘Virrey’ por el humorista Jaime Garzón.[21][22]